# Per Erik Bergfalk
Per Erik Bergfalk, född 4 februari 1798 i Överselö prästgård i Södermanland, död 31 januari 1890 i Stockholm, var en svensk jurist. 
Bergfalk blev 1816 student vid Uppsala universitet, 1824 filosofie magister, 1830 juris kandidat, 1832 juris licentiat och docent i den juridiska fakulteten samt 1838 juris utriusque doktor. Utnämnd till adjunkt 1833 ansvarade han under många lästerminer för de till juris-prudentiæ, œconomiæ et commerciorum-professuren hörande föreläsningarna och examina, tills han 1838 blev ordinarie innehavare av denna lärarbefattning, vilken han som emeritus lämnade 1861. 
Åren 1838–1839, 1842–1843 och 1845 deltog han i kyrkolagskommitténs arbeten, tjänstgjorde som sekreterare i konstitutionsutskottet under riksdagen 1840–1841 och var ledamot av lagberedningen 1844–1848. År 1857 valdes han till rikets ständers justitieombudsman, men undanbad sig detta förtroende. År 1858 utsågs han till ordförande i den året därpå i verksamhet trädda författningskommissionen, från vilket uppdrag han på begäran entledigades 1868. Bergfalk var ledamot av Vitterhets-, historie- och antikvitetsakademien (1838), Vetenskapssocieteten i Uppsala (1858) och Vetenskapsakademien (1862).
Bergfalks flesta skrifter är akademiska disputationer och program samt större och mindre uppsatser i tidskrifter. De främsta är: Om svenska jordens beskattning till och med början av 17:de århundradet. I. (1832); Om försvarslösa personers behandling enligt kunglig förordningen den 29 juni 1833 (1833); recensionerna över Erik Gustaf Geijers "Svenska folkets historia", I och II, samt över Strinnholms Svenska folkets historia från äldsta till närvarande tider, I ("Skandia", band 4, 6; 1834–1835); Om svenska städernas författning och förvaltning (1838); Om svenska postinrättningens uppkomst och utbildning från 1636 till konung Carl XII:s död 1718 (i Vitterhets-, historie- och antikvitetsakademiens handlingar 1838; särskilt utgiven 1859); recensionen över Nordströms "Bidrag till den svenska samhällsförfattningens historia" ("Frey", 1841); Anmärkningar om justis och administration samt om dömande och verkställande befattningar ("Frey", 1842); Om den ungerska urbarialförfattningen ("Frey", 1842); Något om guldets framtid (1853; omarbetning av ett samma år utgivet akademiskt program med titeln Skall guldåldern återkomma?), Bidrag till de under de sista hundrade åren inträffade handelskrisers historia (i "Nordisk universitets-tidskrift", V:4, 1859). Ännu i sin sena ålderdom framträdde han offentligt med uppsatser, som Ett högättsväldes fall (i Svensk tidskrift, 1875), med anledning av den då utkomna tredje delen av Carlsons historia, Ett och annat om norska och svenska privaträttens källor (i Nordisk tidskrift, 1879), med anledning av Auberts skrift "Den norske privatrets almindelige del", och 1882, vid 84 års ålder, utarbetade han en historik över penninggärderna, vilken publicerades i "Uppsala universitets årsskrift" för 1894 under titeln Om utomordentliga penningehjälper till kronan under sekstonde århundradet och början af det sjuttonde. 
Bergfalk var en framstående rättshistoriker och var den främste kännaren av Sveriges ekonomiska författningar och gav ut "Sammandrag af gällande författningar angående finansverket" (två häften, 1866–1868), vilket till en stor del utarbetades av honom. För övrigt "uppenbarade Bergfalks författareskap blott fragmentariskt vidden och djupet av hans forskning och insikter". Även korta anmälningar och recensioner hade kvalitativa värden, till exempel de av Geijers, Strinnholms och Nordströms verk. 
Tillsammans med sina kolleger Johan Christofer Lindblad och Knut Olivecrona fick han 1855 den så kallade kanslersskrapan, en inofficiell varning av universitetskanslern kronprins Karl. Per Erik Bergfalk är begravd på Norra begravningsplatsen utanför Stockholm.